# Tomas Jonsson
Tomas Jonsson (* 12. April 1960 in Falun) ist ein ehemaliger schwedischer Eishockeyspieler (Verteidiger), der von 1981 bis 1989 für die New York Islanders und Edmonton Oilers in der National Hockey League spielte. Seit seinem Karriereende arbeitet er als Trainer, unter anderem für den Leksands IF, Falun IF und Esbjerg fB Ishockey. Seit 2012 ist er Assistenztrainer der dänischen Herrennationalmannschaft.

## Karriere
Jonsson begann seine Karriere beim Zweitligisten Falun IF und wechselte vor der Spielzeit 1977/78 zu MoDo Hockey in die Elitserien. Ein Jahr später, beim NHL Entry Draft 1979, wurde er von den New York Islanders in der zweiten Runde an 25. Stelle ausgewählt. Zwei Jahre später gab er in der Spielzeit 1981/82 sein Debüt für die Islanders und gewann mit der Mannschaft den Meisterpokal der NHL, den Stanley Cup. Damit gewann er als dritter Europäer den Stanley Cup. In der darauffolgenden Saison gelang ihm mit den Islanders die Titelverteidigung.
Jonsson spielte bis 1989 für die Islanders, die ihn dann an die Edmonton Oilers abgaben. Allerdings blieb er nicht lange bei den Oilers, sondern kehrte nach Europa zurück, um bis 1998 für Leksands IF zu spielen.

### International
Jonsson begann schon früh in seiner Karriere, sein Heimatland bei Weltmeisterschaften zu vertreten und wurde unter anderem 1991 Eishockey-Weltmeister. Einer der Höhepunkte in seiner Karriere war der Gewinn der Goldmedaille bei den Olympischen Winterspielen 1994. Mit dem Gewinn dieser Medaille wurde er in den renommierten Triple Gold Club aufgenommen, dem nur Spieler angehören, die den Stanley Cup, einen Weltmeistertitel und eine olympische Goldmedaille gewonnen haben.

## Sportliche Erfolge
- 1977 Goldmedaille bei der U18-Junioren-Europameisterschaft
- 1978 Silbermedaille bei der U20-Junioren-Weltmeisterschaft
- 1979 Bronzemedaille bei der U20-Junioren-Weltmeisterschaft
- 1979 Bronzemedaille bei der Weltmeisterschaft
- 1981 Silbermedaille bei der Weltmeisterschaft
- 1986 Silbermedaille bei der Weltmeisterschaft
- Stanley Cup: 1982 und 1983
- 1990 Silbermedaille bei der Weltmeisterschaft
- Eishockey-Weltmeister: 1991
- Olympiasieger: 1994

### Persönliche Auszeichnungen
- Bester Juniorenspieler der Elitserien: 1977/78
- All-Star Team der Junioren-Weltmeisterschaft: 1980
- Berufung ins All-Star Team der Elitserien: 1979, 1980, 1990 und 1995
- Gewinn des Guldpucken: 1995
- Aufnahme in die IIHF Hall of Fame: 2000